# Kritisch punt (thermodynamica)

Fasediagram met kritisch punt

Het kritisch punt in de thermodynamica is een combinatie van één bepaalde waarde van temperatuur, druk, samenstelling en eventueel andere thermodynamische variabelen, waarbij een stof of mengsel een bijzonder gedrag vertoont. Meestal markeert het de overgang van één bepaald gedrag naar het andere, vaak ook houdt een bepaald fenomeen op te bestaan. Dit kan zijn tussen fasen en aggregatietoestanden.
Het kritische punt kan in het fasediagram worden afgelezen.

## Kritisch gedrag
Vaak treden in de buurt van het kritische punt bijzondere verschijnselen op omdat het thermodynamisch evenwicht er 'indifferent' wordt. Dit staat veel grotere thermodynamische fluctuaties toe dan normaal mogelijk zijn. Een van de verschijnselen die daardoor veroorzaakt wordt, is een sterke verstrooiing van licht (opalescentie) door de grote fluctuaties in dichtheid die kunnen optreden.
Er bestaan verschillende soorten kritische punten, maar het bekendste is het kritische punt van verdamping ofwel van het gas-vloeistofevenwicht.

## Verdamping
Het kritische punt van verdamping is een unieke aggregatietoestand van een pure stof, gekenmerkt door één temperatuur, druk en volume, waar bij hogere temperaturen geen overgang van vloeistof naar gas meer optreedt als druk of volume worden veranderd. Onder deze kritische waarde kunnen we twee fasen ieder met een eigen stel eigenschappen onderscheiden. Het molaire volume (of de dichtheid) is daar een van. De twee fasen kunnen met elkaar in evenwicht zijn en zijn dan te onderscheiden door een scheidingsvlak. Het scheidingsvlak tussen een vloeistof-vloeistof fase en vloeistof-gas fase wordt een meniscus genoemd. Bij het kritische punt verdwijnt het scheidingsvlak, omdat de dichtheden van gas en van vloeistof aan elkaar gelijk worden.
| Stofnaam        | Druk (bar) | Volume (cc/mol) | Temperatuur (K) | Temperatuur (°C) |
| --------------- | ---------- | --------------- | --------------- | ---------------- |
| Koolstofdioxide | 72,85      | 94              | 304,2           | 31               |
| Water           | 218,2      | 55,3            | 647,3           | 374,2            |
| Benzeen         | 48,6       | 148             | 567,2           | 294              |

Bij de kritische temperatuur leidt een kleine drukverlaging tot grote expansie. Een eigenschap die gebruikt wordt in de (bio)chemie om stoffen te extraheren.

#### Voorbeeld van toepassing
Cafeïne wordt uit koffiebonen geëxtraheerd met superkritisch koolstofdioxide. Eerst wordt samengedrukte koolstofdioxide van ongeveer 31 °C door de koffiebonen geleid, zodat de cafeïne oplost en daarna wordt de koolstofdioxide van druk afgelaten. Hierdoor neemt de dichtheid van het koolstofdioxide enorm af en slaat de cafeïne als fijne kristallen neer.

## Kritische mengbaarheid
Wanneer twee stoffen een niet-ideale oplossing vormen, is het mogelijk dat bij sommige temperaturen er bij iedere verhouding één (homogene) oplossing gevormd kan worden, maar bij andere temperaturen niet. In het laatste geval (ontmenging) krijgt men twee vloeistoffen door een meniscus gescheiden, die ieder een verzadigde oplossing zijn van de ene component in de andere. (De een van A in B, de andere van B in A) De overgang tussen de twee gedragingen is bij een temperatuur, waar de twee vloeistoffen net mengbaar want identiek worden. Ook dit is een kritisch punt.

## Magnetisme
Ferromagnetische materialen verliezen geleidelijk hun spontane magnetisatie bij stijgende temperatuur. Wanneer ze een bepaalde kritische temperatuur benaderen (de Curietemperatuur), belandt de vermindering in een versnelling maar het komt nooit tot een sprong. Ook de Curie-temperatuur is een kritische temperatuur, waar de wanden die geordende magnetische domeinen van elkaar scheiden (een magnetische 'meniscus') hun betekenis verliezen, omdat het binnen de domeinen steeds meer ongeordend wordt.